# Султан-Махмуд
Султан-Махмуд (1479–1505) — 39-й ширваншах в 1502 році. Мав прізвисько Яланджі («Брехун»)

## Життєпис
Походив з династії Дербенді. Син ширваншаха Газі-бека. 1502 року повалив та стратив батька, захопивши владу. Втім його панування тривало декілька місяців, але за цей час він встиг викарбувати власні монети. Але зрештою був в свою чергу повалений загальним повстанням на користь стрийка Шейха-Ібрагіма.
Втік до перського шаха Ісмаїла I. Отримав від того війська, з якими планував відновитися на троні. Швидко завдав поразки Шейх-Ібрагіму, зайнявши шемаху і Шабран. За цим взяв в облогу ширваншаха в фортеці Бігурд. Тримісячна облога не дала результату, тому Султан-Махмуд відступив до фортеці Гюлістан претендента було вбито власним мамлюком Карабеком.